# Volta a Suïssa 1958
La Volta a Suïssa 1958 fou la 22a edició de la Volta a Suïssa. Aquesta edició es disputà de l'11 al 18 de juny de 1958, amb un recorregut de 1.511 km distribuïts en 8 etapes. L'inici i final de la cursa fou a Zúric.
El vencedor final fou l'italià Pasquale Fornara, que s'imposà per més de set minuts a l'alemany Hans Junkermann. Aquesta fou la quarta i darrera victòria de Fornara en la general de la Volta a Suïssa, després de les aconseguides el 1952, 1954 i 1957, un rècord encara vigent en l'actualitat. En tercera posició finalitzà l'italià Nino Catalano, el qual també guanyà la classificació de la muntanya. Nino Defilippis s'imposà en la classificació per punts.

## Etapes
| Etapa | Data       | Recorregut                    | Km  | Vencedor d'etapa         | Líder de la general    |
| ----- | ---------- | ----------------------------- | --- | ------------------------ | ---------------------- |
| 1ª    | 11 de juny | Zúric - Bregenz (AUT)         | 163 | Nino Defilippis (ITA)    | Nino Defilippis (ITA)  |
| 2ª    | 12 de juny | Bregenz (AUT) - Rheinfelden   | 244 | Rino Benedetti (ITA)     | Rino Benedetti (ITA)   |
| 3ª    | 13 de juny | Rheinfelden - Solothurn (CRI) | 82  | Pasquale Fornara (ITA)   | Pasquale Fornara (ITA) |
| 4ª    | 14 de juny | Solothurn - Berna             | 234 | Rino Benedetti (ITA)     | Nino Defilippis (ITA)  |
| 5ª    | 15 de juny | Berna - Sierre                | 202 | Désiré Keteleer (BEL)    | Hans Junkermann (GER)  |
| 6ª    | 16 de juny | Sierre (ITA) - Lugano         | 185 | Pasquale Fornara (ITA)   | Nino Catalano (ITA)    |
| 7ª    | 17 de juny | Lugano - Klosters             | 190 | Hans Junkermann (GER)    | Pasquale Fornara (ITA) |
| 8ª    | 18 de juny | Klosters - Zúric              | 211 | Peter Tiefenthaler (SUI) | Pasquale Fornara (ITA) |

## Classificació final
|    | Ciclista                 | Equip          | Temps       |
| -- | ------------------------ | -------------- | ----------- |
| 1  | Pasquale Fornara (ITA)   | Cilo           | 40h 39' 41" |
| 2  | Hans Junkermann (GER)    | Feru-Hag       | + 7' 06"    |
| 3  | Nino Catalano (ITA)      | Tigra          | + 8' 55"    |
| 4  | Nino Defilippis (ITA)    | Carpano        | + 9' 23"    |
| 5  | Désiré Keteleer (BEL)    | Carpano        | + 14' 38"   |
| 6  | Marcel Janssens (BEL)    | Elvé-Peugeot   | + 19' 08"   |
| 7  | Kurt Gimmi (SUI)         | Condor         | + 25' 26"   |
| 8  | Giorgio Menini (ITA)     | San Pellegrino | + 36' 07"   |
| 9  | Adriano de Gasperi (SUI) | Cilo           | + 38' 20"   |
| 10 | Ernst Traxel (SUI)       | Tigra          | + 38' 39"   |